# Gerhard Anschütz
Pour les articles homonymes, voir Anschütz.
Gerhard Anschütz, né le 10 janvier 1867 à Halle et mort le 14 avril 1948 à Heidelberg, est un universitaire allemand, qui est l’un des principaux constitutionnalistes de la république de Weimar. Positiviste, Gerhard Anschütz enseigne notamment aux universités de Tübingen, de Heidelberg et de Berlin.
Il est notamment l’auteur d’un commentaire de la constitution de Weimar qui connait quatorze éditions dans l’entre-deux-guerres, et, avec Richard Thoma, d’un dictionnaire de droit constitutionnel allemand en deux volumes.